# Intelligence ambiante

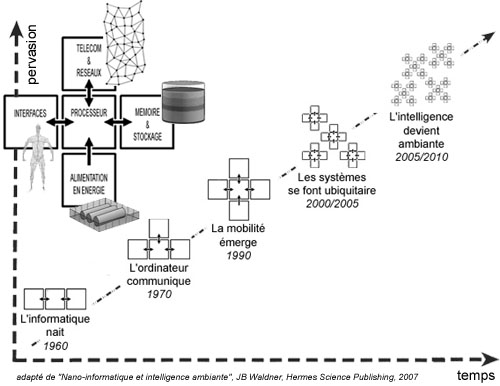
L'évolution des ordinateurs : la course à la miniaturisation et à la diffusion dans le milieu ambiant

 (janvier 2021).
L'intelligence ambiante est le produit de l'informatique qui, en repoussant les limites technologiques de manière disruptive, remet en cause le concept même de système d’information ou d'ordinateur : d’une activité de traitement exclusivement centrée sur l’utilisateur jusqu'à la fin du XXe siècle, l'intelligence ambiante vise à régir les interactions entre objets communicants et humains.
Parce que la technologie permet de fabriquer des ordinateurs minuscules et omniprésents (nano-informatique), elle ouvre à  presque tous les objets de la vie courante, la capacité à déclencher un échange spontané d'informations, sans interaction avec leur utilisateur.
Ce concept semble pouvoir tenir lieu de traduction non littérale aux concepts nés en Amérique du Nord sous le vocable initial d'informatique ubiquitaire, systèmes pervasifs ou encore ordinateur évanescent [réf. nécessaire].

## Facteurs en jeu
L'évolution technologique permet de fabriquer des ordinateurs et composants informatiques minuscules, des capteurs et senseurs qui pourront être omniprésents (nano-informatique) et communiquer entre eux et avec différents réseaux. Elle ouvre à  presque tous les objets de la vie courante, la capacité à déclencher un échange spontané d'informations, sans interaction avec leur utilisateur.
Les concepts informatiques évoluent vers des systèmes complexes en réseaux, fondamentalement différents des systèmes informatiques du XXe siècle et de la notion d’ordinateur (disque dur, mémoire vive, interface par clavier, écran et souris, etc.) qui lui était couramment rattachée.
Ces nouveaux concepts pourraient induire de profonds changements dans le monde social, culturel et de l'entreprise et s'introduire dans la vie quotidienne. De nombreux prospectivistes pensent qu'une évolution inéluctable des modes de vie est entamée, ainsi qu'une évolution capitale des activités et métiers informatiques.

## Vers uneinformatique diffuse
L'Internet a consacré l’avènement des réseaux planétaires conventionnels, mais une prochaine mutation semble pouvoir favoriser le développement de l'intelligence ambiante par une informatique diffuse, qui déjà se prépare sur différents terrains :
- celui des réseaux d’objets (voir aussi Internet des objets) sans fil et à très grande échelle ; ces nouveaux réseaux s'affranchissent de la chaîne d’antennes fixes[5] ; ils constituent un réseau planétaire dont les nœuds actifs ou antennes seraient constitués par les terminaux eux-mêmes (c'est-à-dire les objets communicants) ; ces systèmes de télécommunication seraient capables de s'autogérer (un principe analogue à celui du poste-à-poste, parfaitement adapté à la mise en œuvre d'un réseau très capillaire où les objets communicants seront devenus omniprésents) ;
- l'Internet des réseaux sociaux ;
- le calcul distribué ;
- les objets communicants, voire apprenants.

## Les composants élémentaires de l'intelligence ambiante
L'intelligence ambiante met en œuvre quatre éléments de base, :
- L'ubiquité : la capacité pour l'utilisateur d'interagir (activement ou passivement), n'importe où, avec une multitude d'appareils interconnectés, de capteurs, d'activateurs, et plus globalement avec les systèmes électroniques embarqués (embedded software) autour de lui. Tout cela à travers des réseaux adaptés et une architecture informatique très distribuée.
- L'attentivité : la faculté du système à sentir en permanence la présence et la localisation des objets, des appareils et des personnes pour prendre en compte le contexte d'usage. Toutes sortes de capteurs sont disponibles à cette fin : caméras, micros, radars, capteurs biométriques (dont de premiers nanocapteurs, ainsi que la technologie des puces et lecteurs à radiofréquence (RFID) pour l'identification, etc.
- L'interaction naturelle : l'accès aux services doit pouvoir se faire de la façon la plus naturelle / intuitive possible. À la différence de l'interface traditionnelle de l'univers informatique (dénommée WIMP, Windows, Icons, Menus and Pointing device, (fenêtres, icônes, menus et dispositif de pointage), l'interface personne-machine est multimodale. Elle s'articule autour de la reconnaissance vocale, de la reconnaissance gestuelle et la manipulation d'objets réels.
- L'intelligence : la faculté d'analyse du contexte et l'adaptation dynamique aux situations. Le système doit apprendre en se basant sur les comportements des utilisateurs afin de leur répondre au mieux. Cela implique capacités de stockage d'information, de traitement et algorithmes de modélisation et une approche dite d'intelligence artificielle.

## Perspectives économiques
L'intelligence ambiante ouvre des perspectives de marchés nouveaux pour des entreprises ou États qui (via des clusters économiques ou pôles de compétences par exemple) cherchent à renforcer leur position dans certains domaines tels que les communications mobiles, l'électronique grand public, les logiciels enfouis (embedded software) ou la microélectronique.
Dans le même temps, l'informatique diffuse pourrait favoriser de nouvelles logiques collaboratives hors des logiques commerciales classiques, voire des phénomènes émergents imprévisibles.

## L'Europe mise sur l'intelligence ambiante à l'horizon 2010
Plus de 7 milliards d'Euros sont consacrés au Programme-cadre pour la recherche et le développement technologique et financés pour moitié par l'Union européenne et dévolus aux technologies de l'information. C'est la composante du 6e PCRD (Programme-cadre de recherche et développement européen pour la période 2002-2006). Ces programmes regroupent des thèmes aussi variés que la nanoélectronique, les microsystèmes, les réseaux sans fil, Internet large bande, des capteurs et systèmes de capteurs innovants ou encore des méthodes de calcul distribué.
Ces recherches ont en commun de participer au développement à long terme d'une vision ou d'un concept dit intelligence ambiante.

## Limites et questions éthiques et philosophiques
Ces capacités nouvelles posent de nombreuses questions :
- Questions éthiques et philosophiques : quant à l'intrusion des réseaux informatiques et d'objets communicants dans la vie privée (environnement pervasif), quant aux nouvelles relations aux objets, quant au risque de voir émerger une dépendance forte de l'humain à l'informatique. La question de la gouvernance des systèmes d'information se pose également, avec de nouveaux risques, et de nouvelles possibilités offertes, par exemple par les approches collaboratives. Le risque d'une perte de contrôle d'un réseau devenu "intelligent", qui est un thème de science-fiction, pourrait également se matérialiser.
- Questions techniques immédiates : saturation des réseaux téléphoniques et Internet, saturation et gaspillage de la bande passante par des usages gadgets et le large développement de la haute définition, détournement, risques pour la sécurité informatique, etc.
- Questions prospectives de soutenabilité du système : malgré la miniaturisation, l'informatique en réseau et distribuée consomme de plus en plus d'électricité, génère une quantité croissante et préoccupante de déchets électroniques (déchets pour partie toxiques, polluants et dangereux en amont et en aval des filières. La plupart des composants électroniques ne sont ni biodégradables, ni facilement recyclables. La question des impacts possibles sur l'homme ou les écosystèmes du smog électromagnétique n'a pas encore de réponse consensuelle. Une des solutions pourrait être l'évolution vers une bioélectronique diffuse utilisant plus de polymères et composés organiques (recyclables ou biodégradables), mais sa faisabilité à moindre coût n'est pas encore démontrée, ni sa durabilité (des composés biologiques et biodégradables risquent également d'être vulnérables outre aux virus informatiques, aux vraies bactéries, champignons, insectes, mutations, etc.).